# Woodworth (Dakota Północna)
Woodworth – miasto w Stanach Zjednoczonych, w stanie Dakota Północna, w hrabstwie Stutsman.